# Colomanno II di Bulgaria
Colomanno II di Bulgaria, anche noto come Kaliman Asen II (in bulgaro Калиман Асен II?) (... – Veliko Tărnovo, 1256), regnò come zar di Bulgaria per un breve periodo nel 1256.
Colomanno II era figlio del sebastocratore Alessandro, fratello minore di Ivan Asen II di Bulgaria. La madre di Colomanno è sconosciuta e i tentativi di identificarla come una principessa serba si basano sull'errata identificazione di Kaliman Asen II con il sebastocratore Kalojan, che era ancora vivo nel 1258-1259.
Nel 1256, Colomanno Asen uccise suo cugino Michele II Asen durante una battuta di caccia nei pressi della capitale bulgara Tarnovo e usurpò il trono. Nel frattempo sposò la vedova di Michele Asen I, la figlia il cui nome non ci è stato tramandato di Rostislav Michajlovič, ma non riuscì a mantenere il trono. Rostislav avanzò verso Tarnovo da Belgrado e Colomanno abbandonò la capitale. Rostislav tornò in patria con la figlia e rivendicò il titolo di imperatore di Bulgaria, mentre un cognato di Michele II Asen, Mico Asen, salì al trono. Nel frattempo, Colomanno II era stato assassinato dopo essere stato abbandonato dalla maggior parte dei suoi seguaci.